# Otto Leitner
Otto Leitner (* 1930 in Österreich) ist seit den 1950er Jahren als Architekt tätig.

## Leben
Otto Leitner besuchte mit Wilhelm Holzbauer und Friedrich Kurrent die Gewerbeschule Salzburg (Vorläuferin der heutigen HTBLuVA Salzburg) und mit ihnen und Johannes Spalt die Meisterklasse von Clemens Holzmeister an der Akademie für angewandte Kunst Wien. 1950 gründeten die vier noch als Studenten die „arbeitsgruppe 4“, um unter diesem Namen gemeinsam an Architekturwettbewerben teilzunehmen.
In der Salzburger „Schule des Sehens“, der Sommerakademie unter Leitung von Oskar Kokoschka, machten die vier Bekanntschaft mit dem 1941 in die USA emigrierten Architekten Konrad Wachsmann, der mit seiner innovativen Arbeitsweise erheblichen Einfluss auf die Gruppe ausübte. Im Umfeld der Gruppe fanden sich Dichter, Komponisten und Filmemacher wie beispielsweise die Wiener Gruppe, Peter Kubelka, das Musikensemble die reihe, die gemeinsam Feste feierten, sich darüber hinaus aber auch inhaltlich beeinflussten.
Schon 1953 schied Otto Leitner aus der Gruppe aus, um allein am Wettbewerb für das Museum der Stadt Wien am Karlsplatz teilzunehmen, in dem er ebenso wenig reüssierte wie das konkurrierende Projekt der arbeitsgruppe 4. In der Folge soll Leitner vor allem in Westdeutschland tätig gewesen sein.